# Wendy Neuss

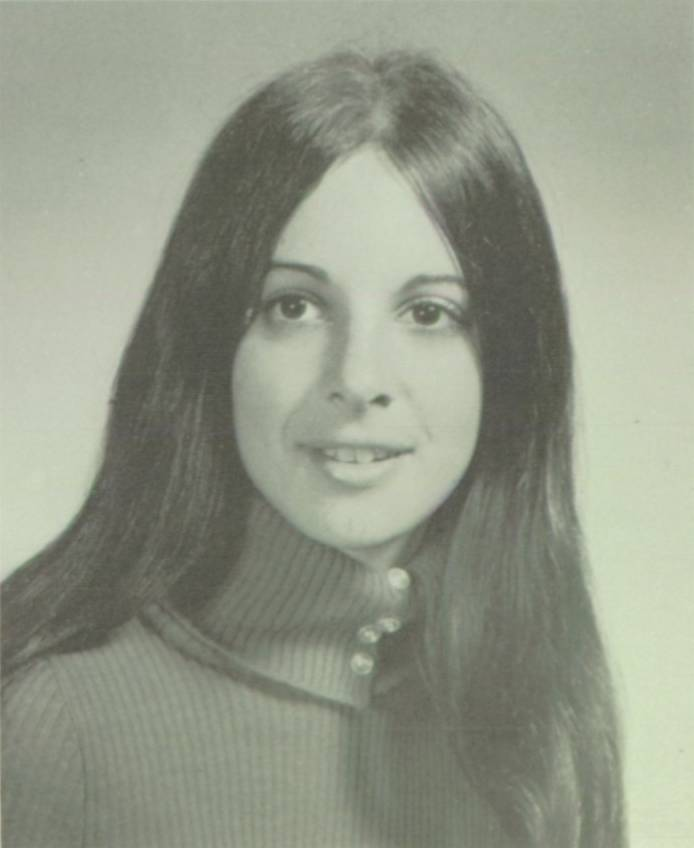
Wendy Neuss en su etapa de estudiante de último año de secundaria en un anuario de 1972

Wendy Neuss (nacida el 24 de octubre de 1954) es una productora de cine y televisión estadounidense.

## Biografía
Neuss se graduó en la Universidad de Pensilvania en 1976 con un Grado en psicología.
Neuss fue la productora ejecutiva de varias películas para televisión protagonizadas por su marido Patrick Stewart, incluyendo A Christmas Carol, El león en invierno y King of Texas. Produjo estas películas como la Presidenta de Flying Freehold Productions, una compañía que cofundó con Stewart. También fue productora de la serieStar Trek: Voyager y coproductora en Star Trek: The Next Generation. También ha producido la serie Motown en el canal Showtime.